# Teresa Lourenço
Teresa Lourenço (Lisboa, 1330 — ?) é uma das amantes do rei D. Pedro I e com quem teve D. João I de Portugal. Segundo uns, seria filha do mercador lisboeta Lourenço Martins da Praça; segundo outros, seria uma dama galega do séquito de D. Inês de Castro.
Uma das versões conta que, após o assassinato de Inês de Castro, o rei Pedro I de Portugal teria mantido uma relação vulgar com uma dama galega de nome Teresa.
A existência duma Teresa Lourenço, mãe do Mestre de Avis D. João, que seria filha de Lourenço Martins da Praça - este, por sua vez, filho de Martim Lourenço e de sua mulher, Sancha Martins - nunca foi comprovada de facto.
O próprio nome da senhora necessita de ser desvendado, pois que, segundo os mais antigos manuscritos daquela Crónica de Fernão Lopes (por exemplo, o ms. 352 do Arquivo Nacional da Torre do Tombo), chamar-se-ia apenas Dona Tareija ou Teresa Lourenço, como era mencionado no documento copiado por António Caetano de Sousa.
Na edição de 1735 da Crónica de el-rei D. Pedro I, de Fernão Lopes, o texto do capítulo I da obra apresenta-se alterado e menciona… «uma Dona natural de Galiza que chamavam Dona Tareija Lourenço». A partir daí, ela já passaria a ser designada comumente por Lourenço, mas ainda era galega. Mais tarde, além de Lourenço, passou a ser lisboeta e, ademais, filha daquele mercador, como, há que o assinalar, já antes de António Caetano de Sousa alguns autores sustentavam.
Segundo Isaac da Costa, em seu trabalho Israël in de Volken, publicado em 1850, Teresa Lourenço era judia.
António Caetano de Sousa, no século XVIII, copia da Torre do Tombo, duma súmula relativa a documentos da época do rei D. Pedro - o chamado Livro da Chancelaria de D. Pedro I -, um texto referente a uma doação deste rei à mãe do dito D. João, Mestre de Avis. Nesse texto ela é designada como «Teresa Lourenço».
Em 1987 José Carlos Soares Machado publicou um estudo sobre a linhagem dos Castro de Moncorvo, na qual insere Teresa Lourenço [de Castro], a mãe de D. João, Mestre de Avis e depois Rei. Naturalmente que alarga a análise e a investigação acerca da mãe do primeiro monarca da dinastia de Avis.
O que é verdade é que, de uma "cópula ordinária ou coito vulgar" (como se dizia à época), vingaria em Lisboa, em São João da Praça (onde residiam os comerciantes lisboetas), a 11 de Abril de 1357 um filho natural a que deram o nome de João, e que, não podendo ser criado na Corte por bastardo, foi confiado a Lourenço Martins, o da Praça, a fim de o criar. Poucos anos depois, João foi feito  Mestre de Avis, a pedido do galego D. Nuno Rodrigues Freire de Andrade, o então mestre da Ordem de Cristo. E esse mesmo João  veio a ascender ao trono durante a Crise de 1383-1385, sob o nome de D. João I.
O olisipógrafo José Sarmento de Matos, no segundo volume de «A Invenção de Lisboa», reforça essa ideia, referindo o facto do príncipe ser entregue à educação de Lourenço Martins por este ser seu avô. Mais acrescenta o facto dele ter tido o seu grande apoio nos cidadãos de Lisboa por a família dele, do seu tutor, ser aí numerosa e muito influente.